# Karl Heinz Taubert
Karl Heinz Taubert (* 16. Dezember 1912 in Stettin; † 3. Januar 1990 in Berlin) war ein deutscher Tanzhistoriker, Musikpädagoge und Komponist.

## Leben
Taubert studierte Klavier mit den Nebenfächern Rhythmik und Gehörbildung an der Berliner Musikhochschule. Nach dem Abschluss seiner Studien begann er ebendort zu lehren. Die Akademische Hochschule für Musik Berlin, an der Taubert als Professor wirkte, wurde später durch Zusammenlegung mit anderen künstlerischen Ausbildungsstätten zur Hochschule der Künste Berlin (HdK Berlin, die seit 2001 UdK Berlin heißt). Seit den 1950er Jahren begann er sich intensiv mit der Geschichte des Tanzes zu beschäftigen, wozu er in den folgenden Jahrzehnten zahlreiche Publikationen vorgelegt hat. An der Berliner Hochschule der Künste begründete Taubert zudem das Ensemble Historischer Tanz, das er bis zu seinem Tod leitete und mit dem er seine tanzhistorischen Studien auch für die Aufführungspraxis umsetzte.
In seinem Todesjahr 1990 wurde Karl Heinz Taubert der Deutsche Tanzpreis verliehen, den er allerdings nicht mehr persönlich entgegennehmen konnte.

## Werke
- Höfische Tänze / Ihre Geschichte und Choreographie. Schott, Mainz 1968
- Die Anglaise / mit dem Portefeuille Englischer Tänze von Joseph Lanz. Berlin 1784, Zürich 1983
- Barock-Tänze / Geschichte, Wesen und Form, Choreographie und Tanz-Praxis. Musikhaus Pan, Zürich 1986
- Das Menuett / Geschichte und Choreographie. Musikhaus Pan, Zürich 1988
- Diverse Kompositionen (Kammermusik mit Klavier, Flöte, Violoncello, Orgel, Gitarre sowie Lieder), von denen 40 Werke beim Musikverlag Ries & Erler veröffentlicht wurden.[1]